# Bandera d'Eivissa
La Bandera de l'illa d'Eivissa està formada per la bandera de la Corona d'Aragó amb quatre castells sobre el mar en els angles de la bandera, en referència als quartons en què es va dividir l'illa després de la seva conquesta.
El llavors Consell Insular d'Eivissa i Formentera va aprovar l'ensenya l'1 de desembre del 1983.